# Mercurius (mythologie)
Mercurius (in ouder Nederlands ook Merkuur) is een figuur uit de Romeinse mythologie. Hij was de god van de handel, reizigers, dieven en de winst.
Reeds zijn naam duidt hem als zodanig aan, daar zijn naam waarschijnlijk is afgeleid van het Latijnse merx of mercator, wat "koopman" betekent. Zijn Etruskische tegenhanger was Turms.
Eerst door het verkeer met de Grieken kreeg Rome behoefte aan een handelsgod, die het vroeger niet had bezeten. Zijn dienst schijnt kort na de verdrijving van de koningen te zijn ingevoerd, toen Rome voor hongersnood werd behoed door de handel. Zijn eerste tempel werd in het jaar 495 v.Chr. ingewijd op de Aventijn.
Oorspronkelijk was hij alleen een god van de graanhandel. Bij de inwijding van zijn tempel werd er een collegium, een gilde van Mercuriales opgericht, wier plicht het was de woekerwinsten, die de Patriciërs bij de verkoop van het koren trachtten te behalen, tegen te gaan en een meer geregelde verbinding met de Griekse graanmarkten tot stand te brengen. Later werd hij evenwel een god van de handel in het algemeen, niet het minst van de kleinhandel.
In de verschillende straten van Rome had hij beelden en kapellen, door de kramers en kooplieden, die iedere straat bewoonden, opgericht. Zijn oudste en voornaamste tempel lag bij het Circus Maximus. Op de Idus van mei (15 mei) offerden de kooplieden hem en zijn moeder Maia, aan wie de maand waarin zijn feest gevierd werd, was geheiligd. Dit festival, Mercuralia of Mercuraliën genoemd, ging gepaard met het besprenkelen van hun hoofd, schepen en koopwaar met water van een heilige bron door de kooplieden. Dan werd de zegen van de god afgesmeekt, zowel over de handelsondernemingen die men voor had, als over de listen die men zou gebruiken, en het bedrog dat men van plan was te plegen.
In latere tijden bleef echter Mercurius niet alleen de god van de handel; meer en meer werd hij vereenzelvigd met de Griekse Hermes. De caduceus, de staf, die Mercurius droeg, is geheel en al van deze god uit de Griekse mythologie overgenomen.
Door het handelsverkeer heeft zich de dienst van Mercurius ook over de noordelijke gewesten verspreid, waar een groot aantal kleine bronzen beelden van de god gevonden zijn, herkenbaar aan hun met slangen omwonden staf en hun geldbuidel. Mercurius wordt afgebeeld met symbolen die snelheid aangeven: gevleugelde sandalen (talaria), een gevleugelde helm (petasus) en een met slangen omkronkelde gevleugelde staf (caduceus).
Naast de caduceus en de geldbuidel had Mercurius nog volgende attributen:
De haan: als symbool van de nieuwe dag.
De bok of geit: als symbool van de vruchtbaarheid. Hij is tevens de beschermer van de herders en de kudden.
De schildpad: Mercurius ontwierp de eerste lier, gemaakt van het pantser van een schildpad.

## Galerij

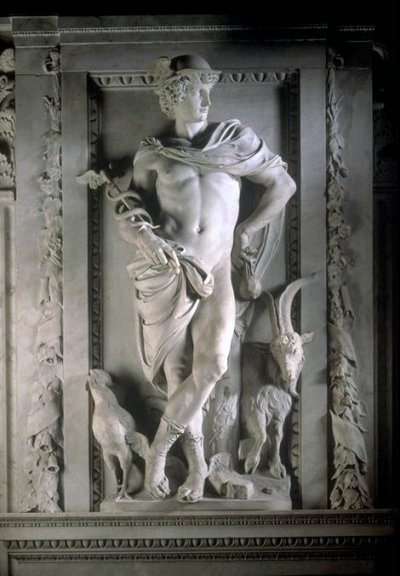
Beeld van Mercurius van Artus Quellinus
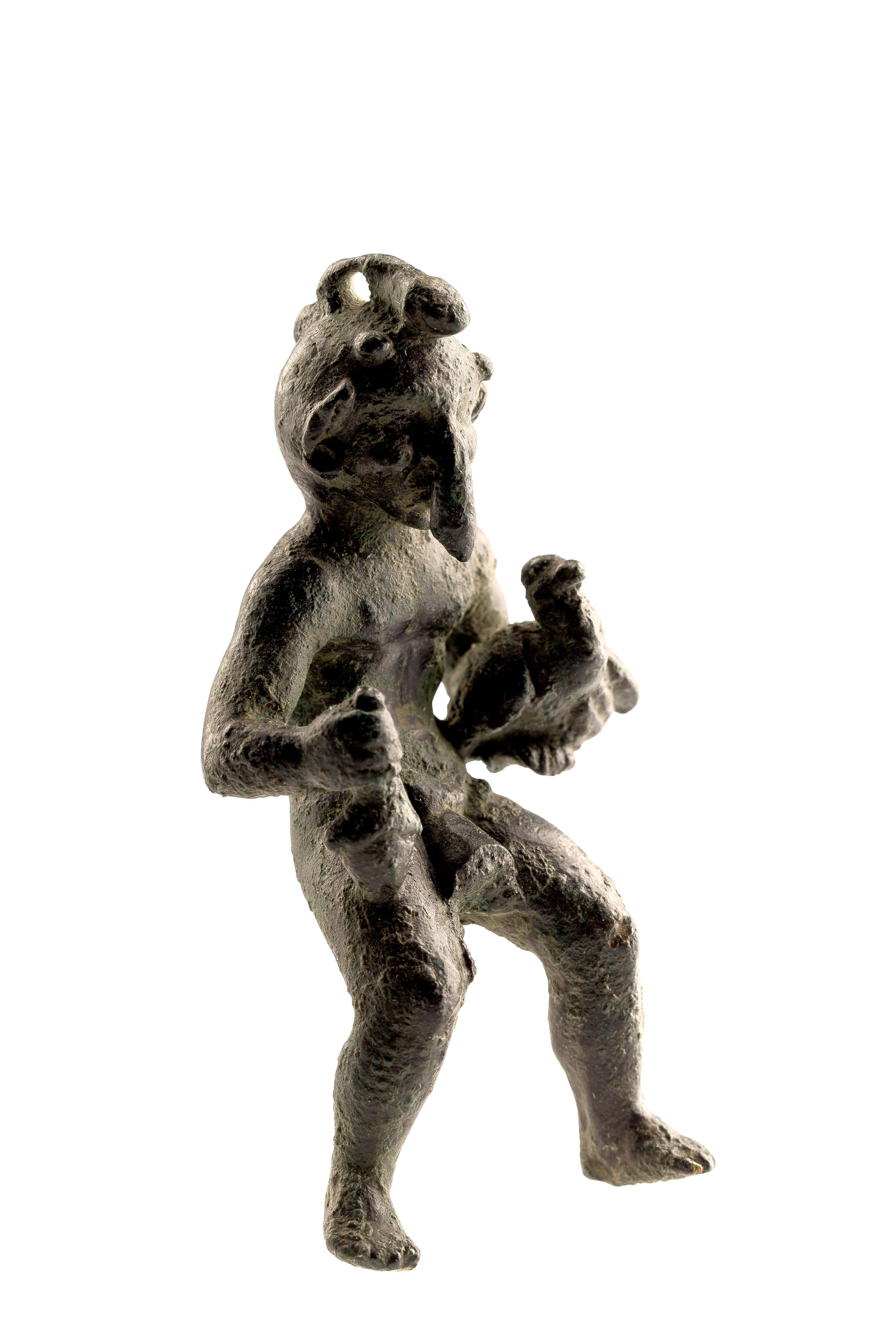
Bronzen beeldje van Mercurius met drie falli Gallo-Romeins Museum, Tongeren
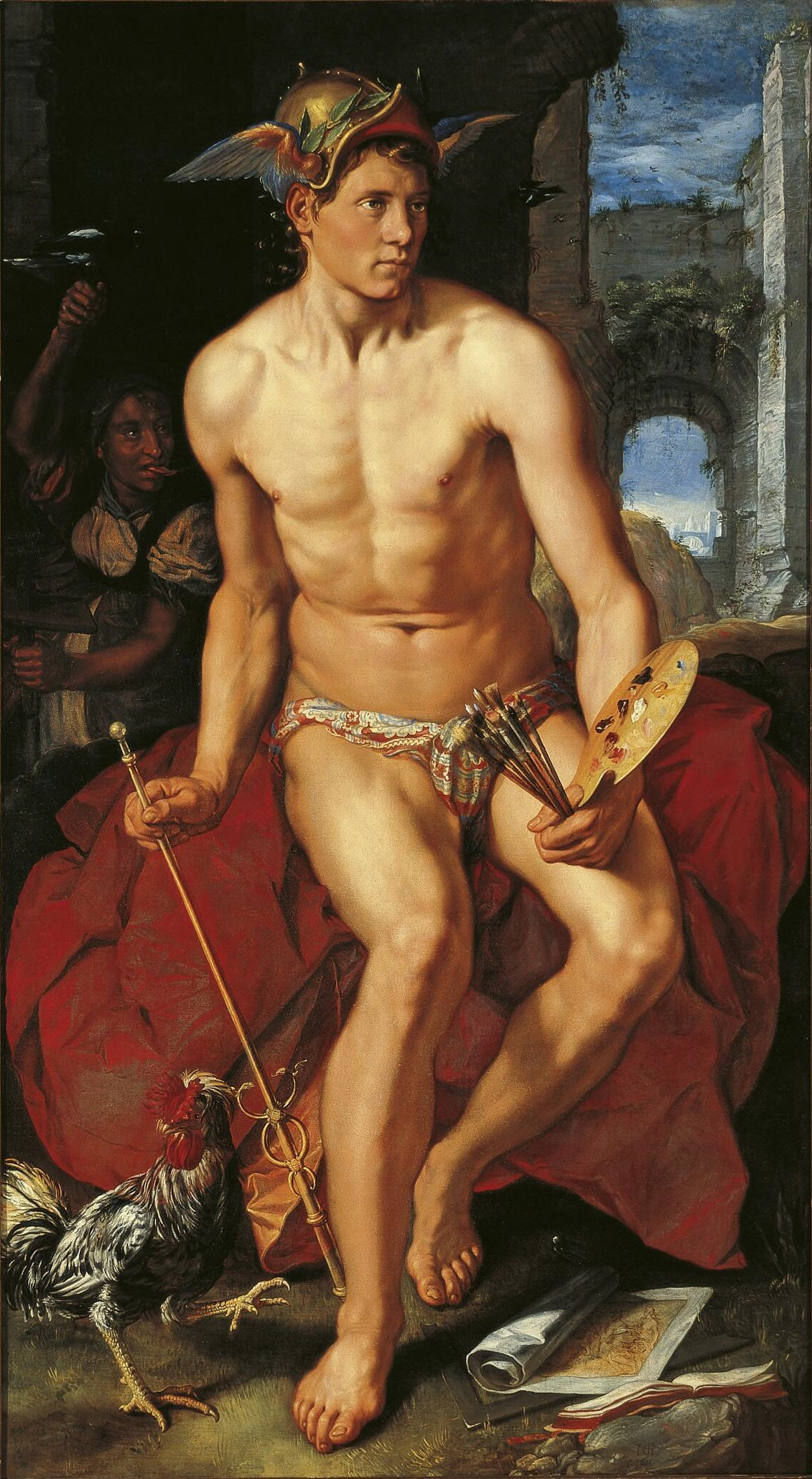
Afbeelding van Mercurius van Hendrick Goltzius
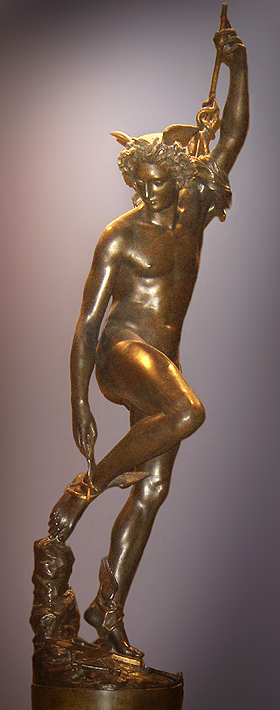
Mercurius bindt zijn sandaal vast nadat hij Argos heeft gedood
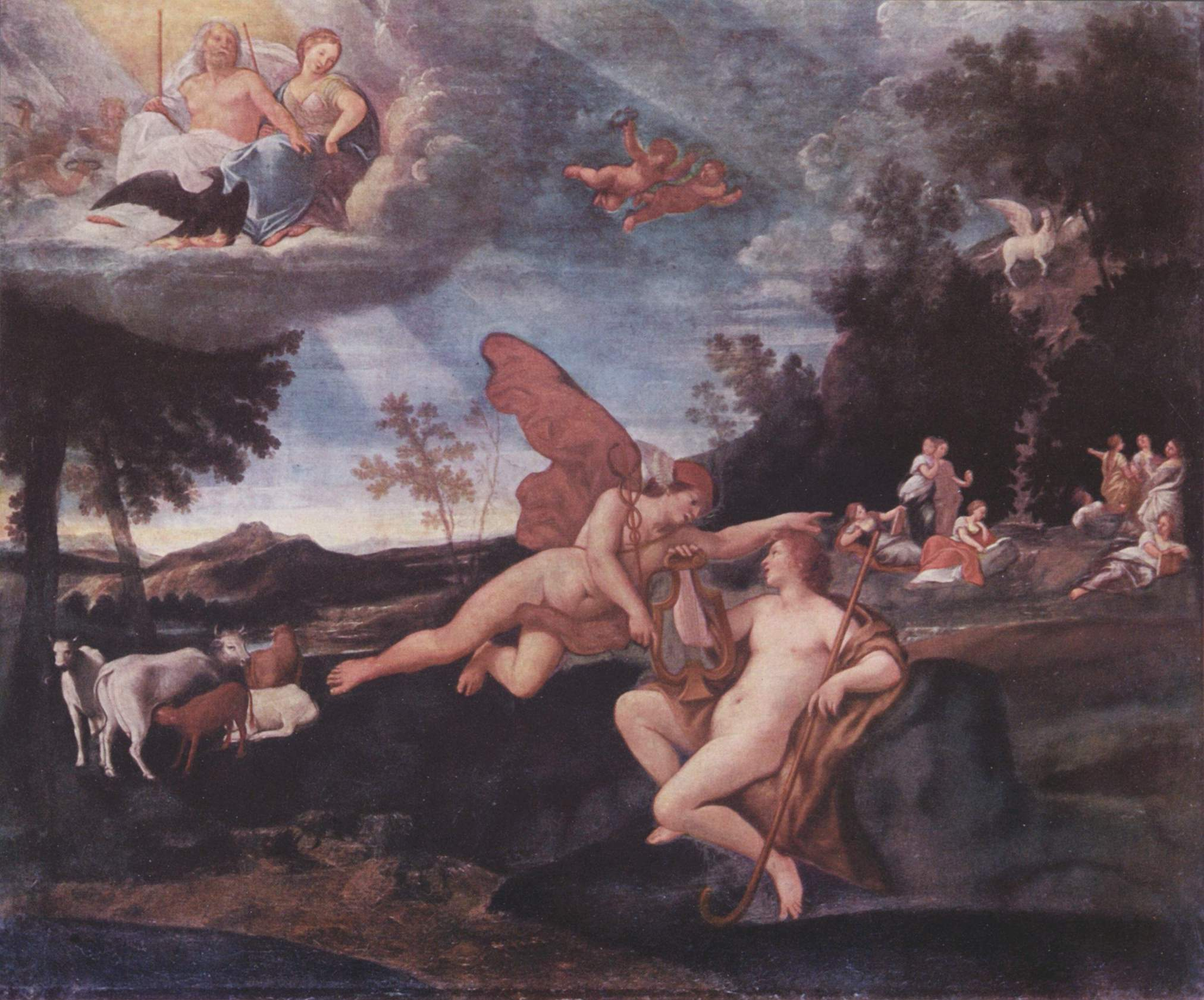
Afbeelding van Mercurius door Francesco Albani
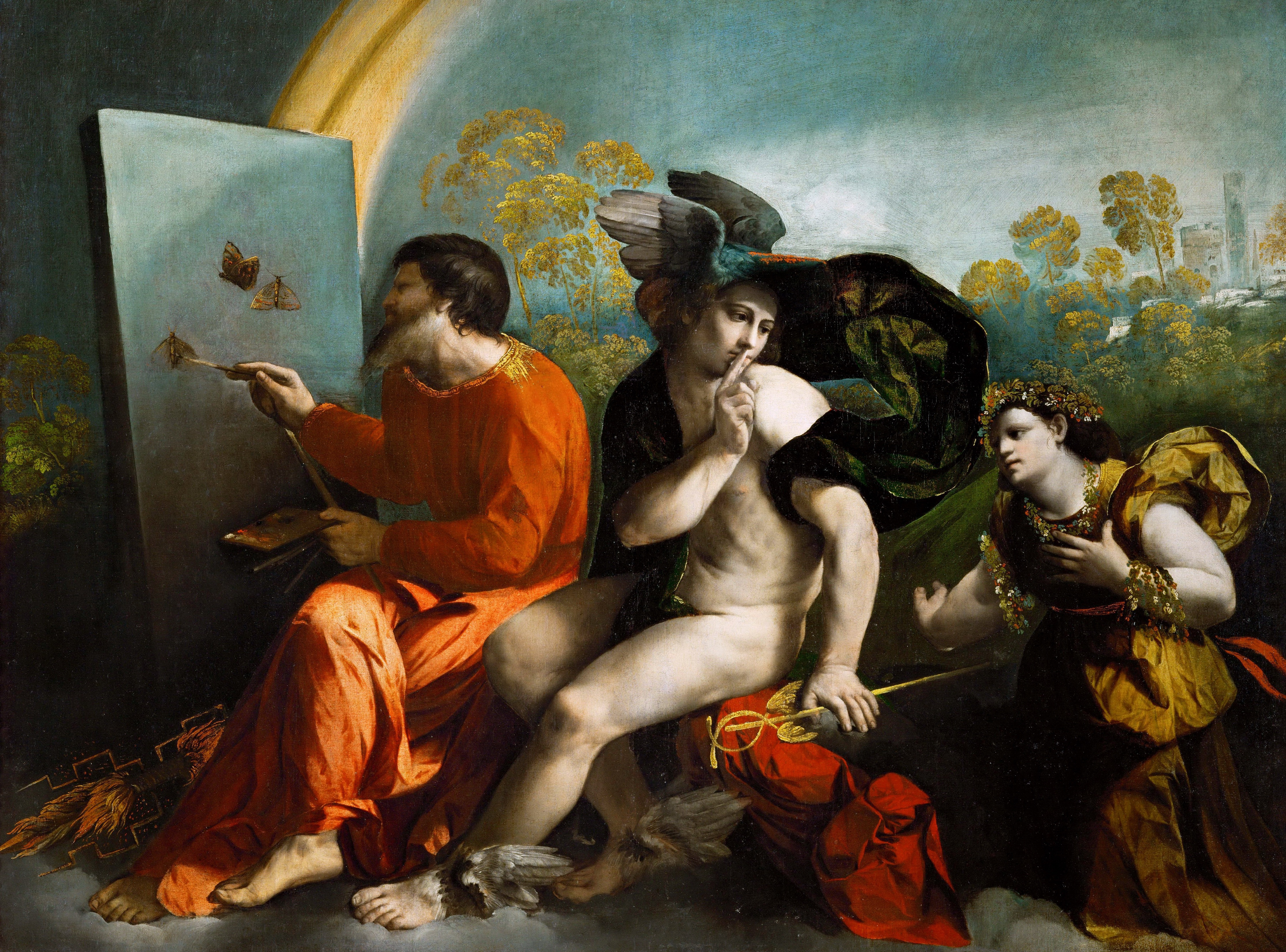
Jupiter en Mercurius van Dosso Dossi
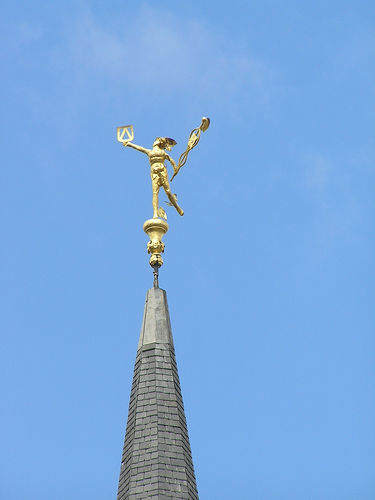
Mercurius op het belfort in Kortrijk